# ESC 2018 – Entscheidungsshow
Die ESC 2018 – Entscheidungsshow war der schweizerische Vorentscheid für den Eurovision Song Contest 2018 in Lissabon (Portugal). Die Band ZiBBZ gewann den Vorentscheid mit ihrem Lied Stones. Im Song Contest schieden sie jedoch am 8. Mai 2018 bereits im ersten Halbfinale aus.

## Format

### Konzept
Am 13. Juli 2017 stellte die SRG SSR ein neues Vorentscheidungskonzept vor. Im Vorfeld fand ein Workshop mit Martin Österdahl und Christer Björkman, den Produzenten des schwedischen Vorentscheids Melodifestivalen, statt. Auf Grundlage dieses Workshops entwickelte die SRG SSR ihr neues Vorentscheidungskonzept.
Vom 1. September bis zum 22. September 2017, 8:00 Uhr hatten Komponisten die Gelegenheit, einen Beitrag beim schweizerischen Fernsehen SRG SSR einzureichen. Neben Schweizer Staatsbürgern und jenen, die einen Wohnsitz in der Schweiz haben, durften auch internationale Komponisten ihre Beiträge einreichen. Beiträge von Schweizer Staatsbürgern werden in der Vorauswahl bevorzugt behandelt. Eine 20-köpfige unabhängige Jury wählte aus allen Beiträgen sechs Lieder aus. Diese Jury bestand aus Musik- und Medienschaffenden, ESC-Fans und Fernsehzuschauern. Anschließend wurde ein passender Interpret für die sechs Lieder gesucht.
Die letztendlich sechs gewählten Interpreten traten mit ihren Songs dann am 4. Februar 2018 in einer Livesendung auf. Der Beitrag wurde zu 50 % per Tele-Voting und zu 50 % von einer internationalen Fachjury ausgewählt. Die Zusammensetzung der Jury wurde nach der Sendung bekannt gegeben.
Insgesamt wurden 670 Beiträge eingereicht und damit mehr als in den Vorjahren.

### Finale
Am 9. Januar 2018 wurden die Interpreten und ihre Lieder vorgestellt.
| 1. | 1 | ZiBBZ           | Stones M: Laurell Barker, Corinne Gfeller, Stefan Gfeller; T: Laurell Barker, Corinne Gfeller              | Englisch | Steine                | 12 | 8  | 10 | 10 | 12 | 12 | 12 | 76 | 30,64 | 77 | 153 |
| 2. | 5 | Alejandro Reyes | Compass M/T: Alejandro Reyes, Laurell Barker, Lars Christen                                                | Englisch | Kompass               | 8  | 10 | 12 | 12 | 10 | 10 | 10 | 72 | 19,23 | 48 | 120 |
| 3. | 6 | Vanessa Iraci   | Redlights M/T: Borislav Milanov, Joacim Bo Persson, Johan Alkenäs, Jessica Ashley Karpov, Jesse Saint John | Englisch | Rote Lichter          | 10 | 12 | –  | 8  | –  | 6  | 6  | 42 | 9,91  | 25 | 067 |
| 4. | 4 | Chiara Dubey    | Secrets and Lies M/T: Chiara Dubey, Janie Price, Jeroen Swinnen, Darcy Proper, Sally Herbert               | Englisch | Geheimnisse und Lügen | –  | –  | –  | 6  | 8  | 8  | –  | 22 | 17,59 | 44 | 066 |
| 5. | 2 | Angie Ott       | A Thousand Times M/T: Jonas Gladnikoff, Sara Ljunggren, Glen Vella                                         | Englisch | Eintausend Mal        | 6  | 6  | 8  | –  | 6  | –  | –  | 24 | 15,27 | 39 | 063 |
| 6. | 3 | Naeman          | Kiss Me M/T: Kate Northrop, Eric Lumiere, Ken Berglund, Alejandro Reyes                                    | Englisch | Küss’ mich            | –  | –  | 6  | –  | –  | –  | 8  | 14 | 7,36  | 19 | 033 |
| Jury-Punktesprecher |   |                 | |          |                       |    |    |    |    |    |    |    |    |       |    |     |
| - – Christoph Pellander - – Edoardo Grassi - – David Tserunyan - – Kleart Duraj - – Nicola Caligiore - – Gísli Marteinn Baldursson - – Tal Barnea |   |                 | |          |                       |    |    |    |    |    |    |    |    |       |    |     |